# 南海バス光明池営業所
南海バス光明池営業所（なんかいバスこうみょういけえいぎょうしょ）は、大阪府和泉市光明台にある南海バスの営業所。最寄停留所は「光明池車庫」。

## 概要
一般路線は堺市南区、和泉市、泉大津市を主なエリアとするが、鳳（堺市西区）・堺東（堺市堺区）方面への路線もある。長距離路線が多く、運行時間が1時間を超える系統や、当社直営の一般路線バス（高速バスやリムジンバス、それに深夜急行バスといった特殊路線を除く）としては運賃が最高額となる系統がある。また、1回の運行で同じ停留所に2度立ち寄る系統が多い。
泉大津駅発着便は和泉府中駅周辺で渋滞が多発する区間（2010年に阪和線の踏切が立体交差化されたためにある程度は解消されている）があるために定時運行が難しいのも特徴である。

またリムジンバスとして、高野線・泉北線沿線と関西国際空港を結ぶ「Sorae」を運行している。なお一時期、和歌山バス那賀と共同で観光路線バスを運行していたこともある。

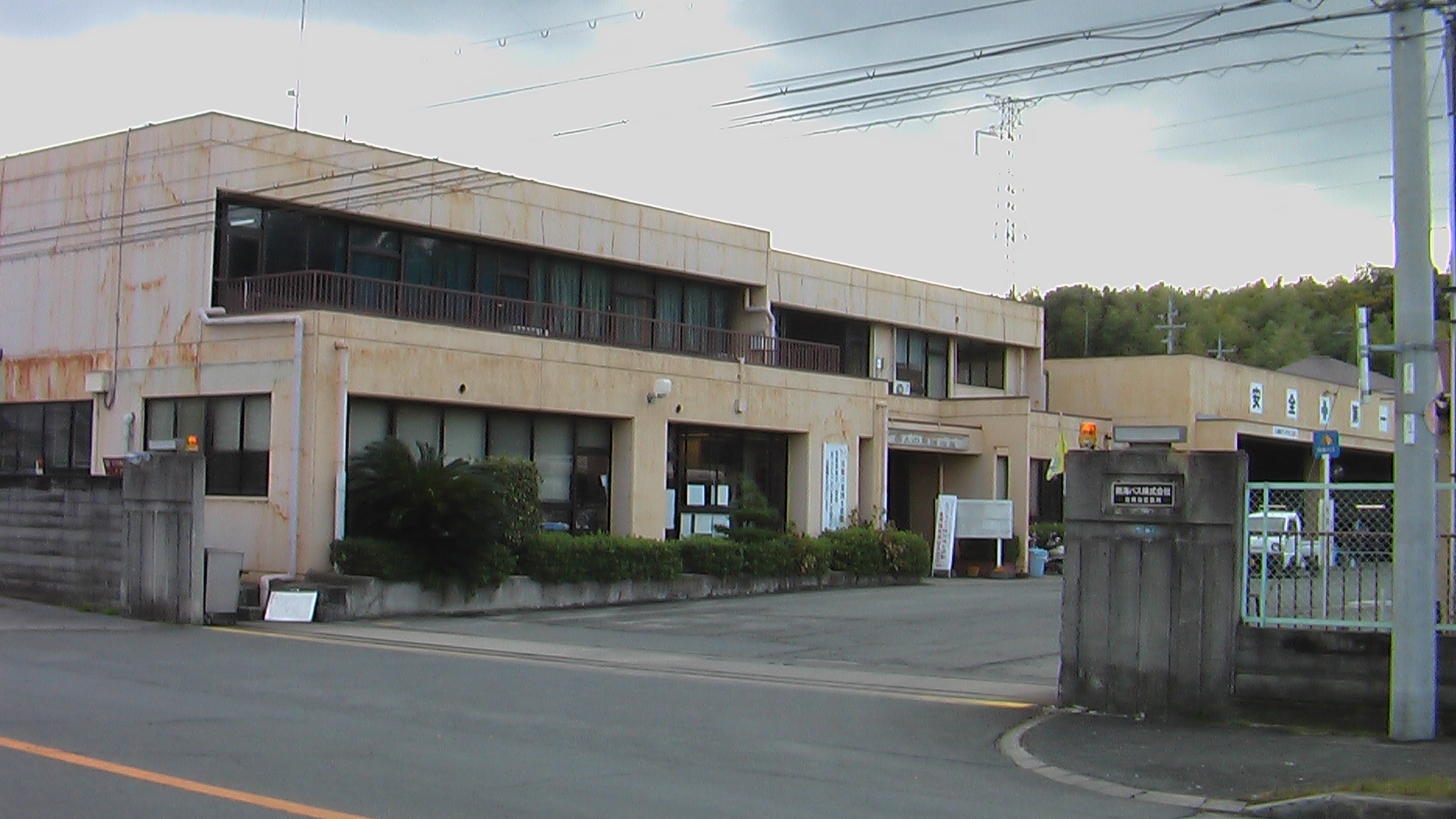
営業所の外観（2006年時点）
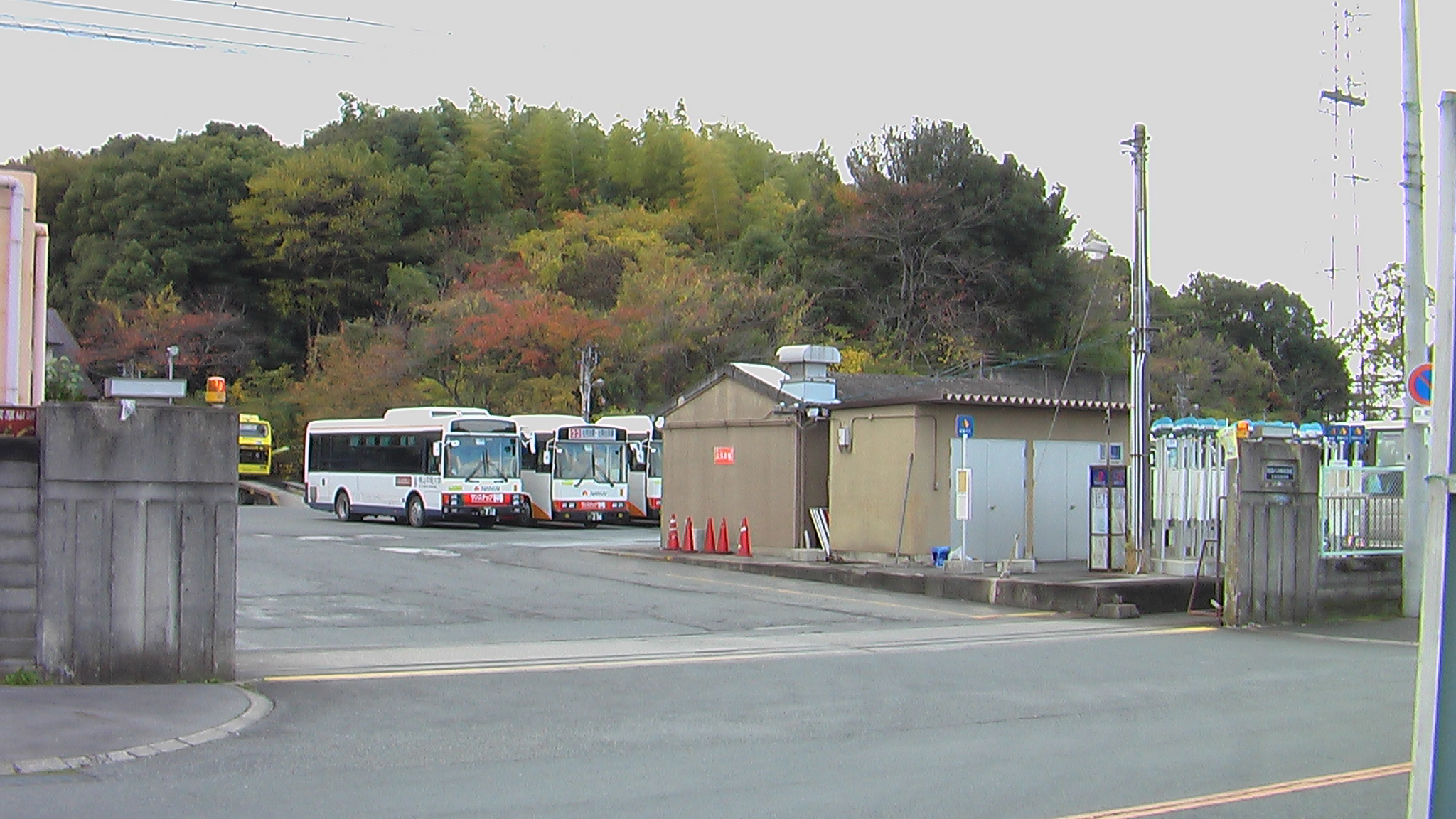
同左

## 沿革
1978年新設。和泉府中駅南側・国道480号の踏切付近にあった泉大津営業所（隣接して「和泉府中車庫前」停留所が設置されていた）から路線を引き継ぎ、同時に泉大津営業所は出張所となった。なお、泉大津出張所はその後光明池営業所に統合され、営業所のあった場所はテナントビル（南海和泉府中ビル）となった。車庫の敷地は引き続き方向転換地および休憩場所に使われていたが、その後貸し駐車場となっている。また、停留所はその後、国道480号のアンダーパス完成による和泉市役所北交差点の交通規制変更に伴い、春木川線の和泉中央駅方面乗り場が府道30号線沿いに変更となり、さらに和泉府中駅前バスターミナルの完成に伴う全路線のターミナル乗り入れ開始（2014年4月1日から）を機に廃止された。
一方、国分峠東（旧・横山高校前） - 栂・美木多駅 - 鳳駅前 - 堺東駅前、および光明池駅 - 鳳駅前 - 堺東駅前 の両系統は、1996年の堺市役所西支所（当時）の開設に伴い、鳳・西支所前（現　西区役所前）にバスロータリーが整備されたのに伴い系統が分割され以北が鳳シャトルバスとして乗り継ぎ制度が導入されたが、利用者の減少やそれに伴うコスト削減を図って2017年に再度系統が統合され乗り継ぎ制度も解消された（但し堺東駅前 - 西区役所前の系統は存続）。
- 1977年8月20日：光明池駅が開業。
- 1978年12月15日
  - 南海電鉄バス光明池営業所として新設。
  - 泉大津営業所を光明池営業所泉大津出張所とする。
- 1994年9月30日：泉大津市内線[注 5]を除き、泉大津駅前のりばを西口から東口に移設。
- 1995年4月1日：和泉中央駅開業に伴い、路線を再編。
- 1996年4月1日：鳳シャトルバス（堺営業所）の新設により美木多線、堺東・光明池線が鳳・西支所前止めとなるが、しばらくして一部の便が直通に戻る。
- 2001年10月1日：南海電鉄から南海バスに移管される。
- 2014年4月1日：全路線を和泉府中駅前に乗り入れ、和泉府中車庫前を廃止（祭礼時を除く）。
- 2015年4月1日：PiTaPaおよび交通系ICカード全国相互利用サービスに対応。
- 2016年10月1日：南海バスのICカード「なっち」を導入。
- 2017年8月26日：鳳シャトルバスの廃止により、美木多線、光明池・鳳線が全便堺東駅前発着に戻る。
- 2019年9月23日
  - 鳳駅前バスターミナルの完成に伴い乗り入れを開始、西区役所前バスロータリーは閉鎖された（代替に大阪和泉泉南線付近にバス停留所を設置。跡地には来庁者用駐車場を整備）。
  - 「鳳駅前」であった停留所は「西堺警察署前」に改称された。
- 2020年3月1日
  - 系統番号を変更。光明池営業所には300番台が割り振られる。
  - 停留所名を変更。一部系統の起終点となっていた「横山高校前」停留所の名称も「国分峠東」に変更される。

## 現行路線
堺東駅前や鳳駅前から泉北方面に向かう路線、光明池駅と近隣の施設を結ぶ路線、泉大津駅前や和泉府中駅前から和泉中央駅に向かう路線、和泉中央駅と近隣の施設を結ぶ路線におおむね大別される。

### 美木多線
堺東駅前から鳳駅前を経由し、307系統は栂・美木多駅、306系統はさらに南の国分峠東まで向かう。両系統は発着停留所の他、栂･美木多駅付近の経路が異なる。なお、堺東駅前 - 草部では堺東・光明池線と、鳳駅前以北では他営業所の路線と並行している。栂･美木多駅発着の路線で唯一光明池営業所の担当である（その他はすべて泉北営業所担当）。
運行本数は、306系統は1時間毎で、307系統は昼間時1時間に1便程度（土休日は1-2時間に1便程度）、朝夕2便程度。
栂・美木多駅では堺東駅前行きが5番・国分峠東行きが1番のりば、鳳駅前では栂・美木多駅方面行きは4番のりばから発車。鳳駅前における堺東駅前行きと堺東駅前での発着のりばは堺東・光明池線と同様で、鳳駅前1番・堺東駅前9番のりば。
- 306系統：国分峠東 - 美木多 - 栂・美木多駅 - 大森 - 菱木 - 草部 - 鳳駅前 - 西区役所前 - 霞ヶ丘 - 塩穴通 - 大仙中町 - 堺東駅前
  - 系統番号が付与される前は、美木多[注 6]発着の便も存在した。
- 307系統：栂・美木多駅 - 桃山台3丁 - 菱木 - 草部 - 鳳駅前 - 西区役所前 - 霞ヶ丘 - 塩穴通 - 大仙中町 - 堺東駅前
- 307C系統：栂・美木多駅 - 桃山台3丁 - 菱木 - 草部 - 鳳駅前
  - 早朝のみ運転。

1996年鳳シャトルバス（堺営業所担当）の運行開始後、一部の直通便をのぞき西区役所前（当時は鳳・西支所前）止めとなった。その際、通しの利用客の便宜のため、鳳シャトルバスとの乗継運賃制度が導入された。直通便については当初上り便（堺東駅前行き）・下り便（堺東駅前発）とも鳳・西支所前（西区役所前）に停車しなかったが、後に下り便のみ停車するようになった。2017年8月26日のダイヤ改正で全便堺東駅前発着となって乗継運賃制度は廃止され、上り便も西区役所前に停車するようになった。2019年9月23日から鳳駅前バスターミナルがオープンし、全便が乗り入れるようになった。
系統分割以前は栂・美木多駅 - 菱木で現在路線がない福泉中央小学校前・三木閉北口・大庭寺を経由するものもあった（系統番号なし）

### 堺東・光明池線
堺東駅前から鳳駅前を経由し、光明池駅へ向かう。平日朝を除き、1時間に2便の運行。
光明池駅では3番のりば、鳳駅前では光明池駅行きは3番のりばからの発車。
- 308系統：光明池駅 - 伏屋 - 草部 - 鳳駅前 - 西区役所前 - 霞ヶ丘 - 塩穴通 - 大仙中町 - 堺東駅前
  - 2020年までは8系統。
- 308C系統：光明池駅 - 伏屋 - 草部 - 鳳駅前
  - 早朝のみ運転。

前身となるのは槙尾山口や納花から伏屋で現行ルートに合流し堺東駅前へ向かう「川中線」で、1978年12月改正で光明池駅起終点となった。泉大津営業所所管の路線だったとされる。この枝路線として堺東駅前 - 鳳駅前(当時) - 毛穴を運行する系統（長承寺から分岐）が存在したがこれは堺東営業所（のちに堺営業所に統合され、堺東車庫となる）所管の路線であり、1985年1月末時点では存在していたものの、その後廃止されている。
鳳シャトルバス運行に伴う西区役所前での系統分割・乗継制度導入、および2017年8月26日のダイヤ改正による全便直通化・乗継制度の廃止・堺東駅前行きの西区役所前停車開始、2019年9月23日のダイヤ改正による鳳駅前バスターミナルへの乗り入れについては、上記美木多線の項を参照。西区役所前で系統分割されていたときは、路線名は「光明池・鳳線」であった。全便直通化により分割以前の路線名に戻った形となった。

### 泉北光明池地区線
光明池駅を起点として、泉北ニュータウン・光明池地区およびその隣接地区を結んでいる。
なお、赤坂台まわり・城山台まわりについては、2014年10月1日から一部の便が泉ヶ丘駅へ乗り入れるようになった。光明池駅 - 泉ヶ丘駅の区間はノンストップとなる。泉ヶ丘駅行きは光明池駅7番のりば発。また泉ヶ丘駅では北側4番のりばからの発車。

#### 赤坂台回り
日中は左回りと右回りが1時間に1本ずつ運行。朝は左回りの、夕方以降は右回りの比率が高い。
光明池駅では4番のりばから発車。
- 309系統：光明池駅 - 伏屋東 - 赤坂台センター - 新檜尾台センター - 光明池駅
- 309L系統：泉ヶ丘駅 - 光明池駅 - 伏屋東 - 赤坂台センター - 新檜尾台センター - 光明池駅 - 泉ヶ丘駅

#### 城山台回り
午前中は右回り、午後以降は左回りを運行。日中の運行本数は1時間あたり2本。
光明池駅では5番のりばから発車。
- 310系統：光明池駅 - 城山台二丁- 城山台センター - 美木多中学校前 - 城山台二丁 - 光明池駅
- 310L系統：泉ヶ丘駅 - 光明池駅 - 城山台二丁- 城山台センター - 美木多中学校前 - 城山台二丁 - 光明池駅 - 泉ヶ丘駅

#### 光明台・みずき台方面
同区間には、泉大津光明池線、河内長野営業所の天野山線も並行している。光明池駅では323系統を除き6番のりばから発車。
- 322系統：光明池駅 - 城山台口 - 光明台二丁目 - 光明台センター - 光明池車庫
  - 朝夕に運行。土休日朝の運行本数はわずか。
- 323系統：光明池駅 - 城山台口 - 光明台二丁目 - みずき台二丁目西
  - ほぼ終日、1時間あたり2本運行。
  - この系統のみ、光明池駅7番のりば発。
- 324系統：光明池駅 → 城山台口 → 光明台二丁目 → 光明台センター → 光明池車庫 → 公団西口 → 変電所前 → 光明池駅
  - 光明台右回り。
  - 平日の日中のみ運行。
- 325系統：光明池駅 → 変電所前 → 公団西口 → 光明池車庫 → 光明台センター → 光明台二丁目 → 城山台口 → 光明池駅
  - 光明台左回り。
  - 朝7時台に平日2本・土休日1本運行。

322系統および323系統は深夜バスの設定があったが、2020年4月1日に廃止された。

### 泉大津光明池線
泉大津駅前から、国道480号経由で和泉和田（府道216号との交点付近）まで南下し、そこから光明台・城山台または女鹿坂・変電所前を経由し光明池駅へ向かう路線。当初は泉大津出張所の担当路線であった。和泉中央駅開業後も本系統は和泉中央駅へは乗り入れていなかったが、2017年8月26日のダイヤ改正から、平日の朝夕の一部便を除き、和泉中央駅への乗入れを開始した。1時間に1便程度の運行。
泉大津駅前では1番のりば、和泉府中駅前では2番のりば、和泉中央駅では光明池駅行きは2番・泉大津駅前行きは4番のりば、光明池駅では6番のりばからそれぞれ発車。
- 320系統：泉大津駅前 → 和泉府中駅前 → 阪本 → 和泉中央駅 → 室堂 → 和泉和田 → 変電所前 → 光明池駅
  - 和泉中央駅開業後は泉大津駅前発・平日朝のみの運行となった。
- 321V系統：泉大津駅前 - 和泉府中駅前 - 阪本 - 和泉中央駅 - 室堂 - 和泉和田 - 光明池車庫 - 光明台センター - 城山台口 - 光明池駅
- 321系統：泉大津駅前 - 和泉府中駅前 - 阪本 - 室堂 - 和泉和田 - 光明池車庫 - 光明台センター - 城山台口 - 光明池駅
  - 泉大津駅前・和泉府中駅前を発着する系統で唯一、和泉中央駅に乗り入れない系統。
  - 出庫系統として、朝に光明池車庫発泉大津駅前行きが運行される。この出庫系統は2020年までは直30系統と称していた。

### 阪本線
泉大津駅前 - 和泉和田間では泉大津光明池線と同じ経路を通り、そこからさらに南下して和泉青葉台へ向かう路線。2025年4月1日改正で和泉青葉台 - 父鬼（和泉市南横山地区）間が廃止される以前は父鬼線という名称であった。
泉大津駅前 - 和泉中央駅間では日中は毎時1本運行され、泉大津光明池線と合わせて毎時2本の運行となる。和泉中央駅 - 和泉青葉台間では朝夕のみの運行となり、日中は並行するはつが野383系統を利用することとなる。
泉大津・和泉府中・和泉中央の各駅前のりばは泉大津光明池線と同じ。
- 332系統：泉大津駅前 - 和泉府中駅前 - 阪本 - 上中村 - 和泉中央駅 - 室堂 - 納花 - 和泉青葉台
- 335系統：泉大津駅前 - 和泉府中駅前 - 阪本 - 上中村 - 和泉中央駅
- 338系統：和泉中央駅 - 室堂 - 納花 - 和泉青葉台

#### 沿革
- 起源は戦前に運行されていた槇尾線という路線で、浜寺公園駅、葛葉駅（現・高石駅）、助松駅（現・松ノ浜駅）方面と父鬼方面を結んでいた[3][4]。
- 昭和30年代に泉大津駅からの路線として父鬼線が開設された[5]。また、堺東駅前 - 槙尾山口に川中線が運行されていた[5]。
- 1970年代に光明池駅 - 和泉青葉台間の系統を新設[6]。1978年12月改正で川中線を光明池駅で分割し、光明池駅 - 父鬼間に父鬼光明池線が開設された[2][7][注 10]。
- 和泉中央駅開業により、父鬼線は上中村 - 室堂間で和泉中央駅を経由するようになった。なお、開業直後には、朝ラッシュ時間帯のみ、和泉中央駅を経由しない泉大津駅前行きの便（系統番号は出発地にかかわらず直30系統）が設定されたこともあるが、父鬼線ではその後廃止され、泉大津光明池線の光明池車庫始発便の系統番号になった（2020年の系統番号変更で321系統に統合）。
- 2005年7月1日改正で父鬼光明池線[注 11]、父鬼線槙尾山発着[注 12]を廃止。和泉市により朝晩に路線維持バス浦田ルート（和泉中央駅 - 城前橋）・父鬼ルート（槙尾中学校前 - 槙尾山口 - 父鬼）の運行を開始。
- 2012年1月16日のダイヤ改正で槙尾山口方面からの便が平井 - 納花間で和泉青葉台を経由する特31・特33・特37系統となった。その後2015年12月5日のダイヤ改正でこの区間の全便が和泉青葉台を経由するようになったため、もともと運行されていた31系統、33系統、37系統は廃止され、2017年改正で和泉青葉台経由便が改めて31系統、33系統、37系統（系統番号から「特」が消えた）となった。
- 2025年4月1日改正で和泉青葉台 - 父鬼間が廃止となり、路線名が阪本線に変更された[南海バス 2][南海バス 3]。代替輸送として、朝晩は路線維持バス浦田ルートを父鬼ルートに組み込み和泉中央駅 - 城前橋 - 槙尾中学校前 - 槙尾山口 - 父鬼で運行[8]、日中は横山・南横山エリアで運行されていた「チョイソコいずみ」の運行区間を納花または和泉青葉台まで拡大した[9]。

### 和泉中央線
和泉府中駅前から、市道和泉中央線経由で和泉中央駅方面へ運行されている。概ね30分間隔（平日の朝夕ラッシュ時は20分間隔）での運行となっている。一部の便はららぽーと和泉前発着で、ららぽーと和泉行きは午前中・和泉府中駅前行きは夕方以降に運行されている。
和泉府中駅前では1番のりば、和泉中央駅では和泉府中駅前行きは4番のりばから発車。
- 301系統：和泉府中駅前 - 観音寺町 - 弥生町一丁目 - いぶき野一丁目 - 和泉中央駅
- 301V系統：和泉府中駅前 - 和泉市総合医療センター玄関口 - 観音寺町 - 弥生町一丁目 - いぶき野一丁目 - 和泉中央駅
- 311系統：和泉府中駅前 - 観音寺町 - いぶき野一丁目 - 和泉中央駅 - 唐国南 -（ノンストップ）- ららぽーと和泉前
- 311V系統：和泉府中駅前 - 和泉市総合医療センター玄関口 - 観音寺町 - いぶき野一丁目 - 和泉中央駅 - 唐国南 -（ノンストップ）- ららぽーと和泉前

いぶき野地区の開発の進捗にあわせ、1992年4月1日に「いぶき野光明池線」として光明池駅 - いぶき野三丁目 - いぶき野一丁目の区間で運行が開始された。その後、和泉中央駅の開業時に運転区間が和泉中央駅 - 和泉府中駅前となった（この間に、市道和泉中央線の未開通区間が開通している）。一時期は深夜バスも設定されていた（2014年10月1日 - 2015年12月4日）。また、2015年12月5日（ららぽーと和泉開業の約1年後）より、一部の便がららぽーと和泉前まで延伸運行されるようになった。
2018年4月1日からは、和泉市立総合医療センターの移転開業にあわせ、(旧)和泉市立病院前は停留所名が府中町南に変更となり、府中町南 - 寺門町1丁目の区間で福祉会館前停留所と和泉市立総合医療センター前停留所が設置され、日中の一部便は和泉市立総合医療センター玄関口（センター敷地内）に乗り入れるようになった（この便には-2の枝番が付いていたが、2020年3月の系統番号変更で末尾に「V」が付けられた）。これに伴い系統番号を特1系統からL1系統に変更した。

### 寺門線
泉大津駅前から、府道父鬼和気線経由で和泉中央駅に向かう路線。2025年4月1日改正で和泉中央駅 - 春木川・若樫（いずれも和泉市南松尾地区）間が廃止される以前は春木川線という名称であった。
平日は泉大津駅前 - 和泉中央駅の便が1時間に2便程度（夕方以降は20分に1便）、土休日は泉大津駅前 - 和泉中央駅の便と和泉府中駅前 - 和泉中央駅の区間便が1時間に1便ずつ運行される。
泉大津駅前では2番のりば、和泉府中駅前では2番のりば、和泉中央駅では3番のりばから発車。
- 344系統：泉大津駅前 - 和泉府中駅前 - 和泉市役所前 - 箕形 - 唐国 - 和泉中央駅
- 344C系統：和泉府中駅前 - 和泉市役所前 - 箕形 - 唐国南 - 和泉中央駅

起源は戦前に魁自動車が運行していた路線である。当初は泉大津出張所の担当路線であった。和泉中央駅開業前は松尾寺発着や春木北口発着、和泉府中車庫前 - 婦人子供服団地（現：のぞみ野西）系統、泉大津駅前 - 和泉府中車庫前系統も運行されていた。
川中道で東に分岐し、浦田を経て父鬼線の停留所である和田南まで向かうものもあった。これは1983年から1984年の間に廃止され、同時期に新設された緑ヶ丘団地線に代替された。
和泉中央駅開業後、唐国 - 川中道間で唐国南および和泉中央駅を経由するようになった。なお、和泉中央駅開業時には、一時期ではあるが朝ラッシュ時間帯のみ、和泉中央駅を経由しない泉大津駅前行きの便（系統番号は出発地にかかわらず直40系統）が設定された。また、和泉中央駅と春木川・若樫を結ぶ系統（45・46系統）もあった。
2025年4月1日改正で和泉中央駅 - 春木川・若樫間が廃止となり、路線名が寺門線に変更された。代替輸送として、路線維持バス春木川ルート、春木川・松尾寺ルートの運行が開始された。

### テクノステージ線
和泉中央駅の南にある工業団地、テクノステージへ向かう路線。循環系統は和泉商工会議所前 → コスモ中央公園 → テクノステージ南 → 和泉商工会議所前と循環する。平日朝夕運行の300系統以外は全てららぽーと和泉前を経由する。
和泉中央駅では5番のりばから発車。
- 300系統：和泉中央駅 - 唐国南 - グリーンポリス前 - あゆみ野二丁目中 - 大阪技術研前
  - グリーンポリス前発着あり。
- 303系統：和泉中央駅 - 唐国南 - グリーンポリス前 - あゆみ野二丁目中 - 大阪技術研前 - ららぽーと和泉前 - ＜循環：テクノステージ内＞
- 302系統：和泉中央駅 - 唐国南 - あゆみ野二丁目中 - 大阪技術研前 - ららぽーと和泉前　- ＜循環：テクノステージ内＞
- 312系統：和泉中央駅 - 唐国南 -（ノンストップ）- ららぽーと和泉前 - ＜循環：テクノステージ内＞
- 304系統：和泉中央駅 - 唐国南 -（ノンストップ）- ららぽーと和泉前

当初は「産技研線」として、和泉中央駅 - 産技研前（現在の大阪技術研前）の区間で運行を開始し、その後テクノステージ地区の開発の進捗にあわせ、テクノステージ地区への路線が設定された。2014年10月1日改正で、4系統（現・304系統）、特4系統（廃止）およびららぽーと和泉前停留所が新設された。線名の「テクノステージ線」への変更は2017年4月1日のダイヤ改正からである。

### 緑ヶ丘団地線
和泉中央駅からのぞみ野を経由し、和泉市久保惣記念美術館まで向かう路線。昼間時は1時間に1便、平日朝夕は1時間に2便程度の運行。
和泉中央駅では1番のりばから発車。
- 305系統：和泉中央駅 - のぞみ野中央 - 緑ヶ丘団地（桃山学院大学前） - 美術館前

当初は光明池駅 - 和田南 - 石尾山 - 婦人子供服団地 - 緑ヶ丘団地 - 春木北口の区間で運行を開始し、その後一部便が松尾寺行きに変更となった。和泉中央駅の開業により、光明池駅 - 石尾山の区間が廃止となり、運行区間が和泉中央駅 - 松尾寺となったが、その後一部の便を除き美術館前までの運行となった。美術館前 - 松尾寺間はフリー乗降制度を導入していた。
2025年4月1日改正で美術館前 - 松尾寺間およびのぞみ野西経由が廃止となった。代替輸送として、路線維持バス春木川・松尾寺ルートの運行が開始された。

### はつが野線
基本的には和泉中央駅から市道和泉中央線を経由し、はつが野地区（一部は和泉青葉台、納花）へ向かう路線であるが、383系統はさらに国道480号を経由し和泉中央駅に戻る循環系統である。昼間時は383系統が1時間に3便運行される。朝は381・382系統のみが運行され、平日は最大1時間に8便運行される。夕方以降はすべての系統が運行され、平日は最大1時間に6便運行される。
和泉中央駅では383系統右回りを除き1番のりばから、383系統右回りは2番のりばから発車。
- 381系統：和泉中央駅 - はつが野三丁目 - ＜はつが野六丁目 → 南松尾はつが野学園前＞
  - 和泉中央駅 -  はつが野六丁目間ははつが野行、以遠は和泉中央駅行となる。

- 382系統：和泉中央駅 - はつが野三丁目 - 南松尾はつが野学園前 - はつが野六丁目 - 和泉青葉台 - 納花
  - はつが野六丁目始発和泉中央駅行きを含む。納花行は夕方以降に運行され、行先案内表示がはつが野六丁目以遠は「納花止」に変更される。
- 382C系統：和泉中央駅 → はつが野三丁目 → 南松尾はつが野学園前 → はつが野六丁目
- 383系統：和泉中央駅 - はつが野三丁目 - 南松尾はつが野学園前 - はつが野六丁目 - 和泉青葉台 - 納花 - 室堂 - 和泉中央駅
  - 左回りは先にはつが野三丁目を、右回りは先に室堂を経由する。

2005年4月1日、はつが野二丁目 - はつが野三丁目間が延伸された。その後、納花へ向かう82系統、納花経由で槙尾山口に向かう83系統（2016年9月1日廃止）が新設された。2017年4月1日より、はつが野三丁目 - はつが野六丁目間が新規開業した。2025年4月1日改正で383系統が新設された。

### 鶴山台団地線
阪和線北信太駅と和泉市鶴山台地区を結ぶ循環系統（一方回り）である。一部の系統は府道30号線経由で和泉府中駅前へ乗り入れている。ほぼ終日1時間に3便の運行。
- 360系統：北信太駅筋 → 鶴山台二丁目 → 鶴山台センター → 北信太駅筋
- 361系統：和泉府中駅前 - 信太山駅前 - 北信太駅筋 → 鶴山台二丁目 → 鶴山台センター → 北信太駅筋
  - 平日1便・土休日は4便運行。なお、和泉府中駅前 - 北信太駅筋の区間は一部でルートが異なる（回り道になる区間あり）ものの、めぐ～るの運行もある。
  - 和泉府中駅前では1番のりばから発車。
- 360C系統：北信太駅筋 → 鶴山台二丁目 → 鶴山台センター
  - 北信太駅筋には戻らない。
  - 2020年以前は62系統。

### 桃山学院大学線
各駅と桃山学院大学を結ぶスクールバスである。学生以外も運賃を支払うことで乗車可能である。なお休校日は運休しているが、学校側の希望で運行している場合もある。2020年3月1日より系統番号を付与した。
このほかにかつては南海和歌山市駅・JR和歌山駅からの「和歌山ライン」も運行されていたが、こちらは南海ウイングバス南部担当であった。

#### 中央ライン
乗車証があれば、緑ヶ丘団地線の和泉中央駅・のぞみ野西・緑ヶ丘団地のみで乗降可能である。
- 371系統：和泉中央駅 - 桃山学院大学

#### 泉大津・府中ライン
乗車証があれば、泉大津駅前・和泉府中駅前・和泉中央駅のみで乗降可能である。
- 372系統：泉大津駅前 - 桃山学院大学
- 372V系統：泉大津駅前 - 和泉府中駅前 - 桃山学院大学
- 373系統：和泉府中駅前 - 桃山学院大学

#### 富田林・金剛ライン
- 374系統：富田林駅前 - 桃山学院大学
- 374V系統：富田林駅前 - 金剛駅前 - 桃山学院大学
- 375系統：金剛駅前 - 桃山学院大学

### クボタ精機
一般客利用不可。美原区の木材団地内にあるクボタ精機への企業輸送。
- 391系統：金剛駅前 - クボタ精機

### 急行海浜匠町線
下記の停留所以外には停車しない。
- 52系統：瓦町公園前 → 海浜匠町

堺区匠町にクボタの新研究開発拠点ができることに伴い、2022年9月16日のダイヤ改正で新設。堺市内と新設される海浜匠町を結ぶ。平日朝のみの52系統一部便は光明池営業所も担当する。

### Sorae
金剛駅前・河内長野駅前・泉ヶ丘駅・光明池駅を起終点として、関西国際空港に向かうリムジンバス。

### 和泉市コミュニティバス
- めぐ～る
  - 和泉市のコミュニティバスである。和泉府中駅前・山荘(太字表示)で路線相互間の乗継ぎが可能である。また、目的地へ向かう途中に終点停留所がある場合、次の出発便への乗継ぎが可能である。

- 路線維持バス
  - 廃止となった区間の代替バスで、朝夕に走る。
  - 置き換え対象となっているのは黒島線50系統（和泉府中駅前 - 黒鳥 - 山荘）や父鬼線34系統（上述）など。